# 多治比猿掛城
多治比猿掛城（たじひさるがけじょう）は、広島県安芸高田市にあった日本の城。「毛利氏城跡 多治比猿掛城跡 郡山城跡」として、吉田郡山城と共に国の史跡に指定されている。

## 概要
築城年は不明。吉田郡山城の支城として造られた山城。1500年（明応9年）に家督を毛利興元に譲った毛利弘元が隠居するために築城したという説もある。

## 歴史・沿革
1500年に毛利氏の当主毛利弘元は、家督を嫡男の毛利興元に譲り、次男の松寿丸（後の毛利元就）らを連れてこの多治比猿掛城に入城する。1506年（永正3年）に弘元が没すると、幼少の松寿丸が城主となる。松寿丸はこの城で成長し、元服後、多治比元就と名乗り、分家の多治比毛利氏として活動する（この時期元就は「多治比殿」と呼ばれている）。
この城で毛利隆元や五龍局が生まれている。
1523年（大永3年）に元就が宗家を継ぎ、多治比猿掛城は城主不在となる。その後についての詳細は不明だが、その重要性は変わらず、戦国末期まで維持されたと思われる。実際、1563年（永禄6年）に毛利隆元が元就が遠征している出雲へ向かう途中で、多治比猿掛城に1泊。その際に息子の毛利輝元が来城し、面会している（その後、隆元は佐々部で急死）。廃城年は不明。

## 構造
城跡は多くの郭が残り、比高120メートルの山頂の物見丸、丘陵先端の中心部郭群、斜面中腹の寺屋敷郭群、平野部の出丸に分けられる。
出丸は平時の生活を重視した館的な区画であり、中心部郭群や物見丸が戦時の避難所となる役割だったと考えられている。

## 所在地
広島県安芸高田市多治比。近隣には杉大方の墓、毛利夫妻の墓がある。